# District de Larnaca
Le district de Larnaca est l'un des six districts qui divise officiellement la république de Chypre. Il couvre à l'origine une partie du sud de l'île.
Pendant, l'invasion de l'armée turque de Chypre en 1974, quelques-unes des localités se trouvant au nord-est du district tombèrent sous l'occupation des troupes d'Ankara. Le Gouvernement de république turque autoproclamée de Chypre du Nord rattacha aussitôt celles-ci au nouveau District de Lefkoşa qu'il constitua autour de la partie septentrionale du district de Nicosie (Lefkoşa en turc), qu'il contrôlait également. 
Les enclaves chypriotes situées à l'intérieur et à l'est du territoire britannique de la base militaire de Dhekelia lui sont également rattachés.
Il a pour chef-lieu la ville de Larnaca.

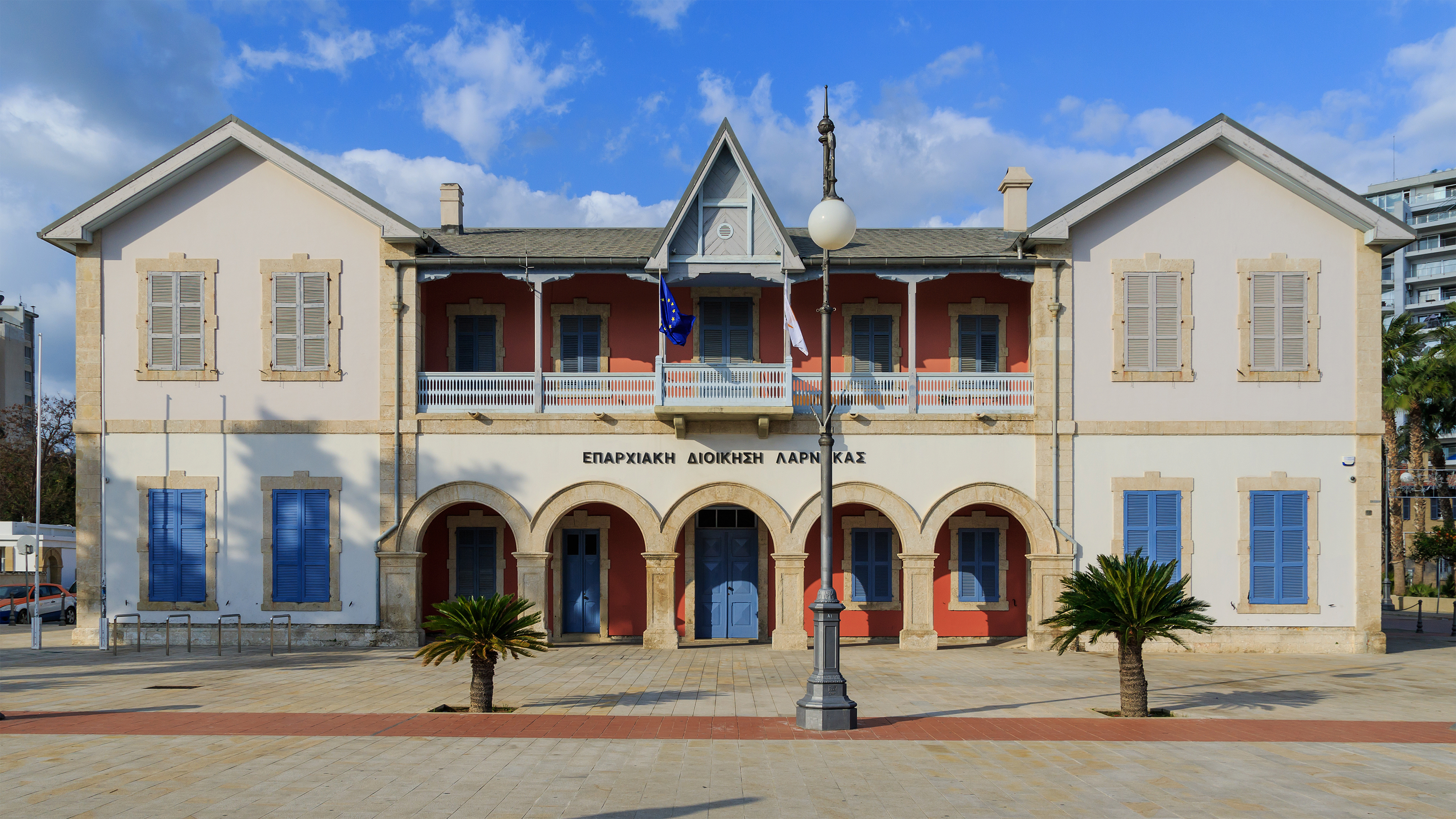
Bâtiment administratif du district de Larnaca